# Venju Šen
Venju Šen, (kitajsko: 沈文裕; pinjin: shěn wén'yù) kitajski pianist, * 13. oktober 1986, Sečuan, Ljudska republika Kitajska.
Po zmagi na mednarodnem tekmovanju Sergeja Rahmaninova v Los Angelesu (2005) se je uveljavil kot eden najboljših pianistov mlade generacije v svetovnem merilu. Klavir se je začel učiti leta 1991. Pri sedmih se je kot čudežni otrok vpisal na sečuanski glasbeni konservatorij in študiral pri prof. Dženg Dašinu. Pri devetih letih je prvič nastopil na samostojnem recitalu. Pozneje je študiral pri prof. Guntherju Hauerju na visoki šoli za glasbo v Karlsruheju in v Hannovru pri prof. Kaemerlingu. Leta 2003 je osvojil drugo nagrado na tekmovanju kraljice Elizabete v Bruslju, leta 2005 pa drugo nagrado na mednarodnem pianističnem tekmovanju v Hongkongu. Shen Wenyu izvaja obsežen repertoar najzahtevnejših virtuoznih del klavirske literature. Koncertiral je na Kitajskem, v Južni Arfiki, Nemčiji, Franciji, na Poljskem in na Nizozemskem. S Frankfurtskim simfoničnim orkestrom je nastopal kot solist na azijski turneji. S filharmoničnim orkestrom iz Kalisza je posnel 3. klavirski koncert Sergeja Rahmaninova in 1. koncert Frédérica Chopina. Njegovi posnetki 2. sonate, Preludijev in cikla Etudes Tableaux Sergeja Rahmaninova za založbo Cipres Label so bili na spletnem forumu Music web odlično ocenjeni.  